# Stephanopis scabra
Stephanopis scabra är en spindelart som beskrevs av Ludwig Carl Christian Koch 1874. Stephanopis scabra ingår i släktet Stephanopis och familjen krabbspindlar. Inga underarter finns listade i Catalogue of Life.